# Mora (strom)
Mora je rod rostlin z čeledi bobovité. Jsou to mohutné stromy se zpeřenými listy a drobnými květy v hustých klasovitých květenstvích, nápadné zejména velkými kořenovými náběhy u paty kmene. Rostou v počtu 9 druhů v tropické Americe. Některé druhy, zejména Mora excelsa a Mora gonggrijpii, jsou těženy pro dřevo. Druh Mora oleifera má největší semena ze všech dvouděložných rostlin.

## Popis
Zástupci rodu Mora jsou mohutné stromy se sudozpeřenými listy. Listy se skládají ze 2 až 4 párů vstřícných celokrajných lístků. Palisty jsou opadavé. Květy jsou drobné, přisedlé, v hustých klasech seskupených ve vrcholové laty. Kalich je zvonkovitý až baňkovitý, zakončený 5 malými zuby. Korunní lístky jsou volné. Tyčinek je 10, polovina z nich je sterilní. Semeník je krátce stopkatý, s několika vajíčky. Lusky jsou dřevnaté, pukavé, zploštělé, podlouhle oválné. Semena jsou velká, ledvinovitá.

## Rozšíření
Rod Mora zahrnuje 9 druhů. Je rozšířen v tropické Americe od karibských ostrovů po Kolumbii a severovýchodní Brazílii.

## Zajímavosti
Semena Mora oleifera či Mora megistosperma jsou považována za největší semena ze všech dvouděložných rostlin. Měří na délku až 18 centimetrů a na šířku 12.
Mora excelsa je mohutný strom s nápadnými kořenovými náběhy u paty kmene, dorůstající výšky až 50 metrů. Náleží mezi nejmohutnější stromy Jižní Ameriky.

## Význam
Dřevo Mora excelsa je tvrdé, pevné a velmi trvanlivé, podobné dřevu teaku. Běl je nažloutlá, jádrové dřevo nažloutle červenohnědé až tmavě červené. V koloniálních dobách bylo používáno na stavbu lodí, později na železniční pražce. V současnosti je využíváno spíše v místě původu a vyváženo je zřídka. Hodí se zejména na průmyslové podlahy, vodní stavby, těžké konstrukce a pražce. Obchoduje se pod názvem mora. Podobně je využíván i druh Mora gonggrijpii, rozšířený v Guyaně a Surinamu. Oba druhy náležejí v Guyaně k nejdůležitějším zdrojům dřeva. 

## Přehled druhů a jejich rozšíření
- Mora abbottii - Dominika
- Mora ekmanii - Dominika
- Mora excelsa - sever Jižní Ameriky, Trinidad, Tobago
- Mora gonggrijpii - sever Jižní Ameriky
- Mora megistosperma - Střední Amerika a Kolumbie
- Mora oleifera - Panama a Kolumbie
- Mora paraensis - Brazílie[7][8]